# Vanessa Voigt
Vanessa Voigt (ur. 7 października 1997 w Schmalkalden) – niemiecka biathlonistka, brązowa medalistka olimpijska, medalistka mistrzostw świata seniorek i juniorek.

## Kariera
Pierwszy sukces w karierze osiągnęła w 2017 roku, kiedy podczas mistrzostw świata juniorów w Osrblie zdobyła srebrny medal w sztafecie. W Pucharze Świata zadebiutował 6 marca 2021 roku w Novym Měscie, gdzie zajęła 64. miejsce w sprincie. Pierwsze punkty zdobyła dwa tygodnie później, 20 marca 2021 roku w Östersund, zajmując 25. miejsce w biegu pościgowym. W 2021 roku wspólnie z kolegami z reprezentacji zdobyła srebrny medal w sztafecie mieszanej podczas mistrzostw Europy w Dusznikach-Zdroju.

## Osiągnięcia

### Zimowe igrzyska olimpijskie
| Rok  | Miejscowość | Konkurencje | Konkurencje | Konkurencje | Konkurencje | Konkurencje | Konkurencje | Konkurencje |
| Rok  | Miejscowość | IN          | SP          | PU          | MS          | RL          | MR          | SR          |
| ---- | ----------- | ----------- | ----------- | ----------- | ----------- | ----------- | ----------- | ----------- |
| 2022 | Pekin       | 4.          | 18.         | 12.         | 18.         | 3.          | 5.          | nd.         |

### Mistrzostwa świata
| Rok  | Miejscowość | Konkurencje | Konkurencje | Konkurencje | Konkurencje | Konkurencje | Konkurencje | Konkurencje |
| Rok  | Miejscowość | IN          | SP          | PU          | MS          | RL          | MR          | SR          |
| ---- | ----------- | ----------- | ----------- | ----------- | ----------- | ----------- | ----------- | ----------- |
| 2023 | Oberhof     | 19.         | 41.         | 46.         | 23.         | 2.          | 6.          | –           |
| 2024 | Nové Město  | 5.          | 18.         | 15.         | 5.          | 3.          | 5.          | 6.          |

### Mistrzostwa świata juniorów
| Rok  | Miejscowość | Konkurencje | Konkurencje | Konkurencje | Konkurencje | Konkurencje | Konkurencje | Konkurencje |
| Rok  | Miejscowość | IN          | SP          | PU          | MS          | RL          | MR          | SR          |
| ---- | ----------- | ----------- | ----------- | ----------- | ----------- | ----------- | ----------- | ----------- |
| 2017 | Osrblie     | 4.          | 25.         | 15.         | nd.         | 2.          | nd.         | nd.         |

### Puchar Świata

#### Miejsca w klasyfikacji generalnej
| Sezon     | Miejsce |
| --------- | ------- |
| 2020/2021 | 81.     |
| 2021/2022 | 13.     |
| 2022/2023 | 12.     |
| 2023/2024 | 8.      |
| 2024/2025 | 25.     |

#### Miejsca na podium chronologicznie
| Lp. | Dzień        | Rok  | Miejscowość      | Konkurencja                | Lokata | Pudła   | Czas biegu | Strata | Zwycięzca              |
| --- | ------------ | ---- | ---------------- | -------------------------- | ------ | ------- | ---------- | ------ | ---------------------- |
| 1.  | 11 marca     | 2022 | Otepää           | Sprint na 7,5 km           | 2.     | 0+0     | 20:56,8    | + 11,0 | Julia Simon            |
| 2.  | 26 listopada | 2023 | Östersund        | Bieg indywidualny na 15 km | 3.     | 0+0+0+0 | 44:03,9    | + 10,1 | Lisa Vittozzi          |
| 3.  | 3 grudnia    | 2023 | Östersund        | Bieg pościgowy na 10 km    | 3.     | 0+0+0+1 | 31:41,3    | +1 8,5 | Lou Jeanmonnot-Laurent |
| 4.  | 14 grudnia   | 2024 | Hochfilzen       | Bieg pościgowy na 10 km    | 2.     | 0+0+0+0 | 29:48,5    | + 33,8 | Lou Jeanmonnot         |
| 5.  | 21 grudnia   | 2024 | Le Grand-Bornand | Bieg pościgowy na 10 km    | 3.     | 0+0+0+0 | 29:54,2    | + 44,3 | Franziska Preuß        |